# 遠藤三貴
遠藤 三貴（えんどう みつき、1992年11月21日 - ）は、日本の女優。大分県出身。年齢非公開。フリーランス。仮面ライダーGIRLSの元メンバー。

## 略歴
大分県立大分商業高等学校卒業。ワタナベエンターテインメントカレッジを経て、ワタナベエンターテインメントに所属。
2011年11月、仮面ライダー公式ガールズユニット「仮面ライダーGIRLS」にフォーゼ担当の新メンバーとして加入。2017年3月、もともとの夢であった女優業に軸足を置くため、仮面ライダーGIRLSを卒業。同年5月3日、4人体制初のワンマンライブとなる『7thワンマンライブ～GAME START～』第二部にて一夜限りの復帰を果たし、完全卒業となる卒業式を行った。グループ卒業とともに事務所との契約も終了、退所している。
2018年、約1年の休止期間を経て、舞台『破格ノ七人II』で復帰して以降、舞台女優、ラジオやバラエティイベントへの出演や、生誕祭など、ファンとの交流の場も積極的に設けている。復帰までの間は演技とアクションの稽古に励んでいた。
2019年3月に初の座長公演（アリスインプロジェクト主催『アイガク 2019』）を経験。
2021年12月31日、De-LIGHTとの契約が満了となり円満退所。

## 人物
名前の「三貴（みつき）」の由来は、ディズニーのミッキーマウスの様に人気者になってほしいという両親の願いによるもの。
以前は呼ばれ方にこだわりが無かったため、苗字に因んで「エンドレ」や「えんどぅ」、それを略した「どぅー」など、様々な呼び名が存在していたが2018年の復帰後、同年10月に始めた動画配信アプリ・17LIVEでは、自己紹介で「みっちゃん」と呼ばれることを広めている。遠藤三貴を応援してくれるファン達の通称は「みっちゃー」。
食べ物は辛い物を好むが、カレーだけは甘口。飲み物はコーラやお茶から、芋焼酎や日本酒、ビールなどを好み、最近よく飲むお酒はビールからの氷結レモンとのこと。芋焼酎の銘柄は佐藤黒、好きな日本酒の銘柄は獺祭である。
好きなアーティストはミオヤマザキ、あいみょん、阿部真央。
好きな舞台や好きなジャンルはコメディー。
好きなアニメは『コードギアス 反逆のルルーシュ』、『中二病でも恋がしたい!』。
学生時代はバスケットボール部のキャプテンを務めた。ポジションはシューティングガード。ベストプレーヤー賞歴がある。学生時代一番の思い出は、10年間続けたバスケのキツイ練習、嬉しかったり悔しかったりした試合。本人曰く、高校生の時は女子にモテまくっていたらしい。
金髪、黒髪のロングヘア、ショートカットと仮面ライダーGIRLSとしての活動中は最も髪型が変わった。仮面ライダーGIRLSとして活動していた時に印象的だったのは生のライブでの熱量であり、嬉しかった事は全ての貴重な出会いであると、ファンへのリプライにて応えている。もともと女優志望であり、仮面ライダーGIRLSも短期間の所属予定だったが、あまりに楽しかったため約6年在籍。
『仮面ライダードライブ』で演じた「山吹沙月」の役名は自ら付けたものであり、山吹の部分は山吹色＝オレンジ色が好きなことから、名前の沙月の部分は「沙」はお姉さんの名前から一文字と、愛するフォーゼを連想する「月」からが由来である。『仮面ライダーフォーゼ』で好きな話は最終話。
最近（2019年3月〜4月時点）で試練だと感じた事は、舞台『リリアン』での一人芝居、セリフ量と役の難易度。
両親の影響でプロレス観戦が好きで、選手を目指したこともある。
スキューバダイビングのライセンスを2015年に取得している。
アニメ・ゲームなどの若者らしい曲から「なごり雪」「つぐない」「津軽海峡冬景色」などの昭和歌謡や演歌までを趣味で幅広く歌うことがある。
夢は1000〜1500キャパのステージに生きることである。
2022年11月に喫煙者であること、腕と足首にタトゥーを入れたことを告白した。

## 出演

### テレビ番組
- 全力坂（2013年、テレビ朝日） - 猿坂、鸛の巣坂
- 熱血BO-SO TV（2013年3月30日 - 2017年4月29日、チバテレビ） - 熱血BO-SOガール→新入社員候補
- ヨソで言わんとい亭～ココだけの話が聞ける(秘)料亭～（2014年 - 2016年、テレビ東京）
- ゴッドタン「マジギライ 1/5 ドランクドラゴン鈴木編」（2014年12月20日、テレビ東京）
- チャンネル生回転TV Allザップ!（2015年1月10日、BSスカパー!）
- 未来広告ジャパン! (2015年 - 2018年、NHK Eテレ) - ミツキ 役
- 痛快TV スカッとジャパン（2015年11月30日・2016年5月9日、フジテレビジョン）

### ウェブ番組
- ぶるぺん（2013年 - 2017年3月、Ustream・GYAO!） - 背番号3・初代アシスタント
- 新・美しい人に怒られたいWEB（2016年、テレビ東京play）

### テレビドラマ
- 仮面ライダーフォーゼ（2011年、テレビ朝日） - 天ノ川学園軽音部 役、劇中歌「ラッキークッキー」歌唱
- TV・局中法度!（2012年、TVK） - お嬢 役
- 仮面ライダー鎧武/ガイム 第18話（2014年2月16日、テレビ朝日） - ダンスチームPOP UP 役[11]
- 仮面ライダードライブ（2014年、テレビ朝日） - 山吹沙月 役
- ワーキングデッド〜働くゾンビたち〜（2014年10月2日 - 12月25日、BSジャパン）
- ドラマ10 美女と男子 第14話「世界への第一歩」（2015年7月14日、NHK） - 劇中ドラマヒロイン 役
  - 私たちがプロポーズされないのには、101の理由があってだな シーズン2 第8話 (2015年、LaLa TV) - 緑 役

### 映画
- 劇場版 仮面ライダーウィザード in Magic Land（2013年8月3日） - 若者 役
- 仮面ライダー×仮面ライダー 鎧武&ウィザード 天下分け目の戦国MOVIE大合戦（2013年12月14日） - ダンスチームPOP UP 役[11]
- あした世界が終わるとしても（2019年1月25日） - モーションアクター
- アイドルスナイパー THE MOVIE（2020年10月3日、K-Network Family） - 主演・紅レイ 役[12]

### オリジナルビデオ
- ドライブサーガ 仮面ライダーチェイサー（2016年4月20日） - 山吹沙月 役

### 舞台
- SECOND・N PRODUCE「畳屋バラッド」（2014年2月25日 - 3月2日、千本桜ホール） - 千草 役[注 1]
- 大人のカフェ「カフェ店員は2度ベルを鳴らす（一度目）」（2014年11月27日 - 30日、シアターモリエール） - ヒロイン
- DMM.yell presents「熱いぞ、猫ヶ谷!」（2016年3月16日 - 20日、品川プリンスホテル クラブeX） - 日向歩智子（ポチ） 役[13][注 2]
- キッズ・ミュージカル「ワンサくん」-祭りにいくぞ！大脱走！-（2016年8月18日 - 28日、シアタートラム） - 語り部 役
- フィールズ新機種発表会「ROAD TO ULTRA」パチンコイベント「GANTZ」ステージパフォーマンス（2016年） - 山咲杏 役
- ベニバラ兎団「破格ノ七人II」（2018年7月19日 - 22日、中野テアトルBONBON） - 龍麗（ロンレイ） 役
- 劇団ノーティーボーイズ「Naked Girls -裸の女達-」（2018年10月2日 - 7日、築地本願寺ブディストホール） - 亜梨沙 役
- SECOND・N PRODUCE「騙っちゅーの!」（2019年2月19日 - 24日、テアトルBONBON） - 高橋誠子（直美） 役
- アリスインプロジェクト「アイガク2019」（2019年3月19日 - 27日、シアターKASSAI） - 水無雫 役[14]
- ベニバラ兎団「リリアン」（2019年5月2日 - 4日・24日 - 26日、四谷天窓）[注 3]
  - 一人芝居「おとなりさん」
  - 二人芝居「同窓会」 - 教師 役
  - 三人芝居「リリアン」 - リリアン、読み手 役
- ILLUMINUS「LUMINABELLA PROGRAM」（2019年6月1日 - 9日、コフレリオ新宿シアター） - ハルカ 役[15]
- Uzume「彼異なるイサン」（2019年7月10日 - 14日、テアトルBONBON） - 柏木みき 役[16]
- ぱすてるからっと「イモーラル・ディテクティブ[17]」風チーム（2019年8月15日 - 18日、シアターグリーンBIG TREE THEATER） - 主演・芋田猫美 役
- WISE OWL HOSTELS TOKYO「PLAY JOURNEY アジア編」（2019年9月23日・24日・30日、WISE OWL HOSTELS TOKYO）
- 劇団ノーティーボーイズ「ぼんじり」（2019年10月8日 - 13日、築地本願寺ブディストホール） - 流香 役[18]
- ILLUMINUS「LUMINABELLA PROGRAM vol.2」（2019年11月20日 - 22日、コフレリオ新宿シアター） - 日替わりゲスト
- JPR BUFF「Wells-魔女と夜明けの星-」（2019年12月21日 - 29日、新宿村LIVE） - クリスティ 役
- Uzume「青月の影、忘るる雷雲の中に」（2020年2月19日 - 23日、コフレリオ新宿シアター） - 叶野光 役[19]
- トキエンタテイメント×ステイラック「それぞれの為[20]」（2020年10月21日 - 25日、CBGKシブゲキ!!）
- ピウス企画「オールドメイド」（2020年11月26日 - 12月6日、ザ・ポケット） - 中垣玖美 役[21]
- アサルトリリィ×私立ルドビコ女学院 - 小阪・アナスタシア・涼子 役
  - 「シュベスターの祈り」（2021年5月28日 - 6月6日、シアターグリーン BIG TREE THEATER）[22][23]
  - 「シュベスターの秘密」（2021年10月15日 - 24日、ザ・ポケット）[24]
  - 「白きレジスタンス〜約束の行方〜」（2022年6月30日 - 7月6日、スペース・ゼロ）[25][26]
  - 「白きレジスタンス～真実の刃～」（2023年8月19日 - 23日、大手町三井ホール）
- ピウス×オラクルナイツ『人狼TLPT S「トランスミッション」』（2021年6月30日 - 7月11日、萬劇場） - レックス 役[27]
- VACAR ENTERTAINMENT「チェンジオブワールド」（2021年11月16日 - 21日、d-倉庫） - 堀めぐみ 役
- πTOKYOプロデュース「東京虹子、7つの後悔」（2021年12月20日 - 26日、πTOKYO）
- EROFISH「EROFISH〜third〜」（2022年2月11日 ‐ 3月25日、πTOKYO）
- ILLUMINUS「純血の女王[28]」（2022年5月28日 - 6月5日、六行会ホール） - バーバラ 役（Arkチーム）
- 芝居祭り「月の兎」（2022年8月10日 - 13日、πTOKYO） - 小暮マイ 役[29]
- ボクらの罪団「黄昏」（2022年10月12日 - 16日、シアターグリーンBOX in BOX THEATER） - リツコ 役[30]
- Monkey Works「憧れのサンパチマイク」（2022年11月2日 - 6日、シアターサンモール） - 高木典子 役[31]
- 吉本興業「ゴミノクワイ」（2022年12月28日 - 31日、赤坂RED/THEATER） - 大森響紀 役[32]
- ILLUMMINUS「女王幻想花劇[33]」（2023年3月22日 - 26日、六行会ホール） - ヴォン 役
- 人狼TLPT「#48:WITCH III 星降る夢と13人の魔女」[34]（2023年5月8日 - 13日、シアターサンモール） - シャウラ 役
- なんでもないトマトなのに（2023年6月2日 - 23日、πTOKYO）
- EROFISH ～seventh～（2023年9月8日 - 23日、πTOKYO）[35]
- πTOKYOプロデュース 朗読劇「記憶観覧車」（2023年9月28日・30日・10月1日、赤坂πTOKYO）[36]

### 吹き替え

#### アニメ
- ポロロ 雪の妖精村大冒険（2019年11月25日） - ルーピー 役[37]

### ラジオ
- 東映公認鈴村健一・神谷浩史の仮面ラジレンジャー（2012年 - 2017年、文化放送） - 不定期出演
- まだまだゴチャまぜっ！〜集まれヤンヤン〜（2013年4月21日 - 2014年4月13日、MBSラジオ） - ヤンヤンガールズ5期生
- 劇団サンバカーニバル（2015年4月 - 9月、FM FUJI）

### CM
- DMM競輪（2016年、DMM）

### ウェブモデル
- 美女暦 2013年3月号（マガジンハウス）

## 作品

### イメージビデオ
- あざとかわいい～プロローグ～（2015年5月22日、リバプール）[38][39]
- あざとかわいい～ラブライフ～（2015年10月23日、リバプール）[40][41]

### 音楽
- 鮫と嘘つき（2023年12月） - 「三貴-MITSUKI-」としてボーカル参加